# Baga
|  | Per a altres significats, vegeu «Bagueta». |

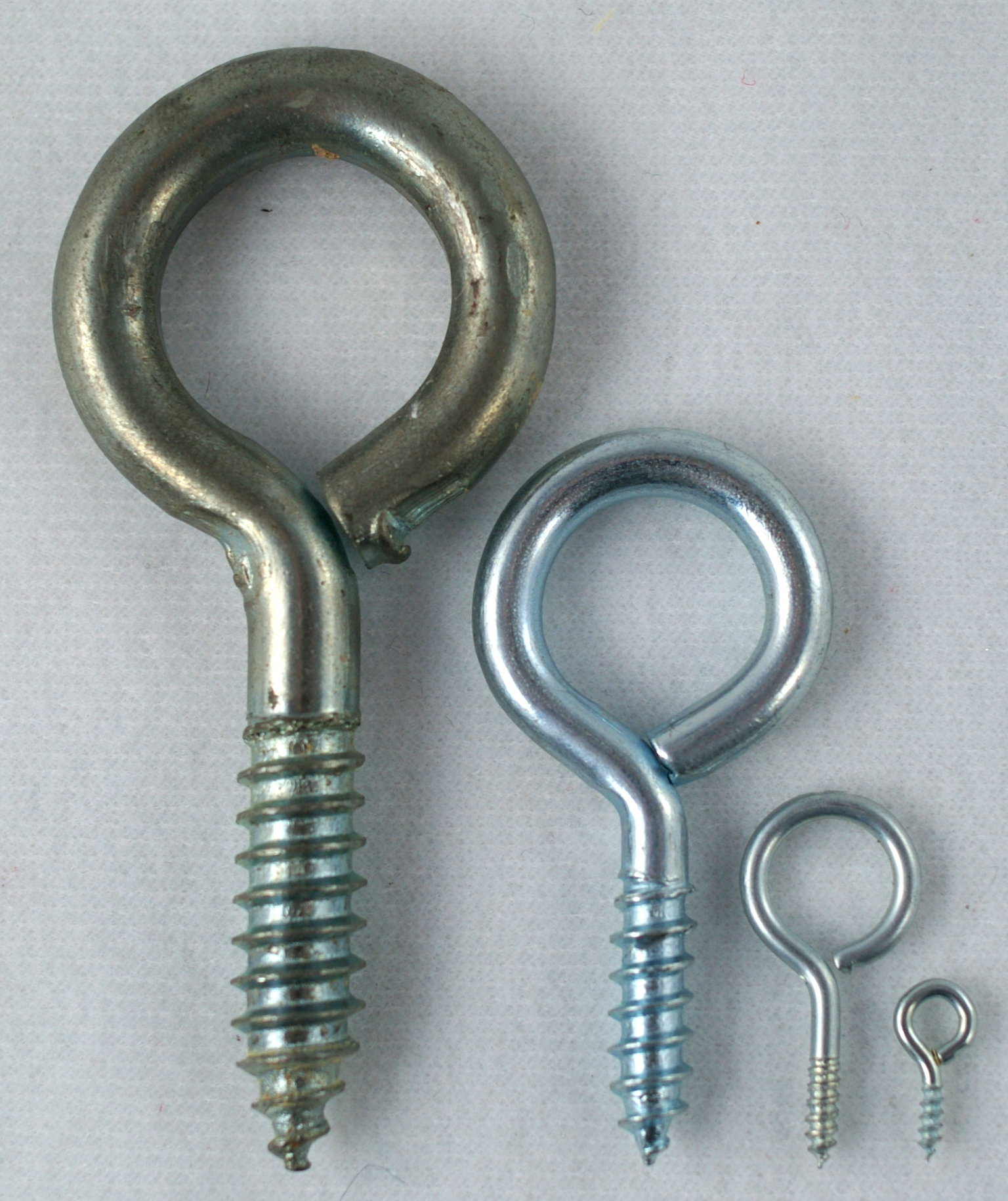
Bagues

Una baga o armella és un caragol que té una anella en lloc de cap en un dels seus extrems. Se sol emprar per a ajuntar cables a objectes, per exemple, per a penjar un quadre en una paret. N'hi ha de dues menes: baga tancada i baga oberta. També és habitual utilitzar-la en un quadre, enroscada a la part superior i del darrere, per introduir-la dins un cargol de ganxo prèviament fixat a la paret.